# 奥雷莉·米勒
奥雷莉·米勒（法語：Aurélie Muller，1990年6月7日—）生于摩泽尔省萨尔格米纳，是一名法国女子游泳运动员，主攻公开水域游泳。2016年8月，米勒参加了在巴西里约热内卢举办的第31届夏季奥运，在女子10公里公开水域比赛的最后阶段，她和意大利选手拉凯莱·布鲁尼展开激烈竞争，最终她以微弱优势第二个到达终点，然而比赛录像显示，米勒在和布鲁尼几乎同时到达终点时将布鲁尼按入水中，结果米勒的成绩被取消。米勒对此结果不满，决定上诉至国际体育仲裁院，但不久后便遭到驳回。